# 高松洋一
髙松 洋一（たかまつ よういち、1964年 - ）は、日本の歴史学者。専門はオスマン朝史、東京外国語大学アジア・アフリカ言語文化研究所教授。博士（文学）。
東京大学大学院人文社会系研究科博士課程単位取得退学。2003年「18世紀オスマン朝官僚機構における文書行政」で博士（文学）。
東京外国語大学地球社会先端教育センター21世紀COEポストドクター研究員等を経て、2008年よりアジア・アフリカ言語文化研究所准教授、2018年より同教授。
| スタブアイコン | サブスタブ | この項目は、まだ閲覧者の調べものの参照としては役立たない、人物に関連した書きかけの項目です。この項目を加筆・訂正などしてくださる協力者を求めています（P:人物伝/PJ:人物伝）。 |